# 湯玉麟
湯 玉麟（とう ぎょくりん）は、清末、中華民国の軍人。北京政府・奉天派の張作霖に属し、国民政府時代もその子・張学良に属した。北京政府時代の1926年（民国15年）から満州国建国前後まで、熱河省の統治者であった。字は閣臣。

## 事跡

### 張作霖への反旗と復帰
若い頃、海沙子に従って馬賊となる。海沙子が張作霖と決闘して死亡した後に、張作霖に帰順する。清末には東三省講武堂を卒業し、奉天前路巡防営馬隊管帯、騎兵管帯を歴任した。中華民国成立後は、張率いる第27師で騎兵第27団団長となり、後に第53旅旅長に昇進し、張の側近の1人として台頭した。
ところが1917年（民国6年）、湯玉麟は奉天警務処長王永江の綱紀粛正に反発し、張作霖と対立していた第28師師長馮徳麟の下に合流する。さらに同年7月、馮の張勲復辟への呼応（実態は反張作霖蜂起）に参加した。しかし、馮はあっけなく敗北して天津に収監され、湯はモンゴル（外蒙古）に逃亡した。翌年、張作霖の赦免を得て、湯は奉天に戻っている。
1919年（民国8年）、湯玉麟は張作霖の顧問となり、安直戦争の際には偵探隊長をつとめる。後に奉天東辺鎮守使兼左路巡防隊統領に任ぜられた。翌年、第11混成旅旅長に昇進し、1923年（民国12年）、第7混成旅旅長に横滑りしている。1925年（民国14年）、第11師師長に、そして翌1926年（民国15年）、安国軍第12軍軍長にそれぞれ昇進した。同年4月、湯玉麟は熱河都統に就任する。以後、1933年（民国22年）まで約7年間、熱河の統治者となった。

### 熱河省での失態
1928年（民国17年）に張作霖が関東軍に爆殺され、子の張学良が後継、易幟により国民政府に属する。これに伴い、湯玉麟は改組された熱河省政府において主席となった。あわせて熱河省党部常務委員も兼任し、以後、国民政府首都建設委員会委員、東北政務委員会（後に北平政務委員会に改組）委員、軍事委員会北平分会委員を歴任している。1931年（民国20年）、張学良の指揮下で、モンゴル族のガーダー・メイリン（嘎達梅林）による武装蜂起を鎮圧した。
1932年（民国21年）2月、湯玉麟は満州国独立宣言に署名した名士の一人となったとされるが、その後は少なくとも積極的に満州国には与しなかったと見られる。だが「独立宣言に署名した」行為を重く見た 蔣介石は、5月15日張学良に対し湯玉麟の処分を命じたが張学良はこれに従わなかった。
1933年（民国22年）3月、熱河作戦を発動した日本軍の第8師団などに対し、湯は一戦も交えず天津に逃亡した。このとき、湯玉麟は200台程の自動車を募り、金銀財宝とアヘンなどを入れて、天津租界に送ったとされる。これにより日本軍は、僅か128名の騎兵により、しかも10日もかからず、熱河省19万km2の領土を満州国に併合した。1932年3月9日に満州国が正式に建国されると、翌10日に湯玉麟は参議府副議長兼熱河省長に任命されたが、湯はこれに応じなかった。
熱河を追われた後、湯玉麟は馮玉祥・吉鴻昌・方振武らの察哈爾民衆抗日同盟軍と連携した。しかし同年8月、国民政府中央の反感を買った馮は下野し、抗日同盟軍は事実上解散してしまう。その結果、かつて熱河をあっけなく失陥したことに加え、抗日同盟軍に与していた湯も、国民政府から指名手配を受けることになってしまう。湯の軍は国民革命軍第29軍軍長宋哲元により接収改編されてしまい、湯は第29軍総参議にこそ任命されたが、軍指揮権を失ってしまった。翌1934年（民国23年）1月9日、国民政府は湯に対する指名手配令を取り消し、5月、湯は軍事委員会北平委員会高等顧問に任ぜられている。
1937年（民国26年）5月、寓居先の天津で病没。享年67。湯玉麟の天津における3か所の旧居は現存している。湯玉麟は虎が好きで、別名を湯大虎、一説には湯二虎といわれている。